# 石川丹八郎
石川 丹八郎（いしかわ たんぱちろう、1893年 - 1979年）は、名古屋市南区笠寺に生まれた郷土史家・易者。

## 人物
当地に伝わる伝説・昔話、歴史上の人物などを調べる郷土史家であったという。また、趣味として易を為した。名古屋市南区鳥山町2丁目の私有地に丹八山と命名し、公園として整備。丹八山公園として、名古屋市に寄贈したことでも知られる。

## 著作
- 『丹八山の栞 星崎・笠寺観音等の由来』1959年。
- 『郷土史』石川来民造、1983年。